# Henize 2-10
Henize 2-10, couramment abrégée He 2-010 et également appelée ESO 495-G021, est une galaxie naine située dans la constellation de la Boussole à un peu plus de 34 millions d'années-lumière (10,5 Mpc) de la Voie lactée.
Cette petite galaxie irrégulière mesure à peine 3 000 années-lumière dans sa plus grande longueur (trente fois moins que notre galaxie) mais abrite cependant un trou noir supermassif d'environ un million de masses solaires — seulement quatre ou cinq fois moins que celui de notre galaxie, d'environ 4,5 millions de masses solaires.
Par ailleurs, He 2-010 présente un taux de formation d'étoiles particulièrement élevé, ce qui, en conjonction avec la présence d'un trou noir supermassif dans ce type de structure de taille réduite, évoque l'idée qu'on se fait de la formation des premières galaxies de l'Univers.
Ceci accrédite l'idée que les trous noirs supermassifs seraient apparus avant que ne se forment les grandes structures galactiques pourvues de bulbes renfermant le plus souvent de tels trous noirs supermassifs.
La dénomination Henize 2-10 fait référence à Karl G. Henize, un astronome américain (et astronaute de la NASA à bord du Skylab et d'Apollo 15) qui étudia au XXe siècle diverses structures particulières de l'Univers.